# 成高寺
成高寺（じょうこうじ）は、栃木県宇都宮市塙田四丁目にある曹洞宗の寺院である。

## 歴史
下野宇都宮氏16代当主宇都宮正綱は芳賀氏出身であり、実父である芳賀成高を弔うために創建しようとしたが、正綱は文明9年(1477年)に川曲の戦いで陣没したため、正綱の子であり下野宇都宮氏17代当主である宇都宮成綱が継承し、文明18年 (1486年)に開基した。芳賀氏の菩提寺であったが、前述の経緯もあり、宇都宮氏からの庇護も厚かった。
元々は宇都宮の中河原にあったが、宇都宮氏が慶長2年(1597年)に改易されると荒廃した。
元和年間には現在の場所に移転され、奥平氏によって再興された。